# NGC 3772
NGC 3772 este o liner situată în constelația Leul. A fost descoperită în 10 aprilie 1785 de către William Herschel.